# 藤田松太郎

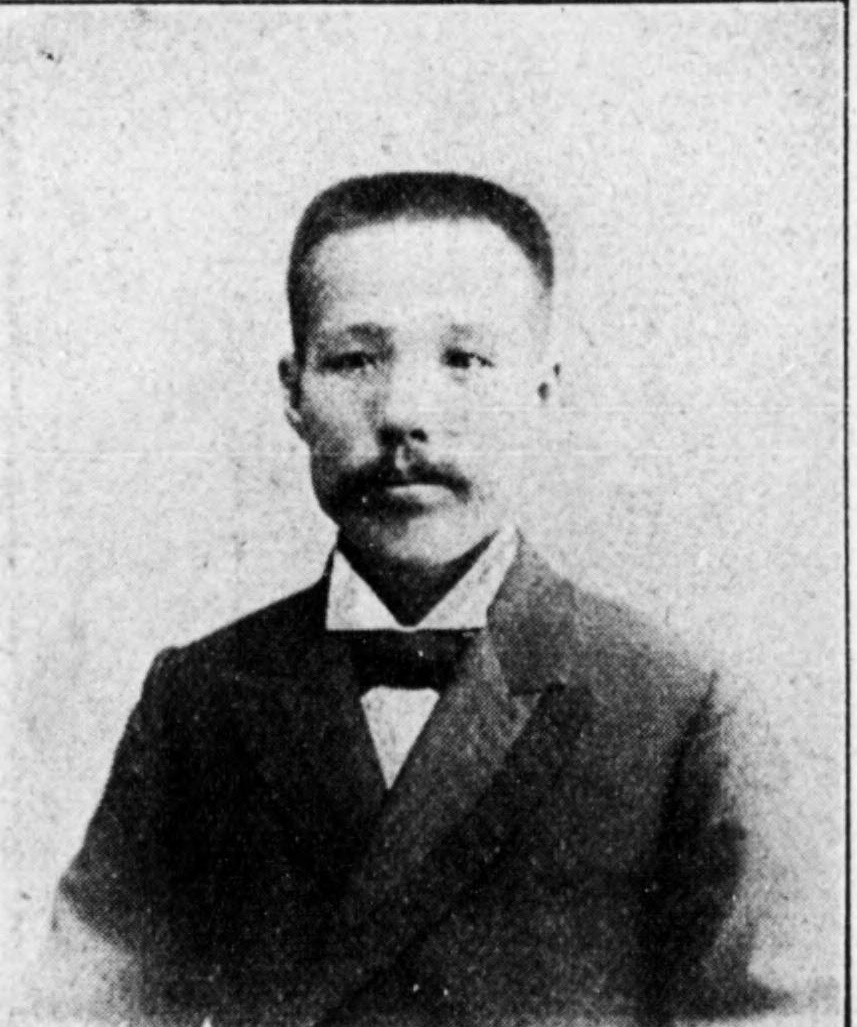
藤田松太郎

藤田 松太郎（ふじた まつたろう、1859年9月25日（安政6年8月29日） - 1938年（昭和13年）8月14日）は、日本の政治家、衆議院議員（1期）。

## 経歴
現在の兵庫県神戸市で生まれた。漢学を学び、建築学を学ぶ。土木建築業と雑貨貿易業を営む。神戸市会議員、兵庫県会議員となる。また、阪神電気鉄道(株)取締役、神戸瓦斯、岡山電気軌道、岡山電燈各(株)専務取締役、神戸商業会議所議員を務めた。ほかに、呉鎮守府、江田島海軍兵学校、神戸デパートメントストア等大規模建築工事を請け負ったほか、私立神戸盲啞学校を開設し、経営した。
1902年の第7回衆議院議員総選挙において神戸市選挙区から立憲政友会公認で立候補して当選した。衆議院議員を1期務め、1903年の第8回衆議院議員総選挙では無所属で立候補して落選した。1938年に死去した。